# Neoterpes ephelidaria
Neoterpes ephelidaria là một loài bướm đêm trong họ Geometridae.